# پرنرسدورف
پرنرسدورف (به آلمانی: Pernersdorf) یک منطقهٔ مسکونی در اتریش است که در ناحیه هولابرون واقع شده‌است. پرنرسدورف ۱٬۰۳۱ نفر جمعیت دارد.